# Малиновський (Калузька область)
Малиновський (рос. Малиновский) — селище в Кіровському районі Калузької області Російської Федерації.
Населення становить 7 осіб. Входить до складу муніципального утворення Село Воле.

## Історія
Від 2004 року входить до складу муніципального утворення Село Воле.

## Населення
| 2002 | 2010 |
| ---- | ---- |
| 15   | ↘7   |